# Роман Веґелі
Роман Веґелі (чеськ. Roman Vögeli; нар. 1 січня 1985) — колишній чеський тенісист.
Найвищу одиночну позицію світового рейтингу — 410 місце досяг 12 грудня 2011, парну — 412 місце — 14 листопада 2011 року.

## Титули ITF Ф'ючерс

### Одиночний розряд: (1)
| Ранг | Дата     | Турнір            | Покриття | Суперник      | Рахунок  |
| ---- | -------- | ----------------- | -------- | ------------- | -------- |
| 1.   | Лип 2008 | Латвія F1, Юрмала | Ґрунт    | Марцин Ґаврон | 6–0, 6–1 |

### Парний розряд: (16)
| Ранг | Дата     | Турнір                           | Покриття | Партнер        | Суперники                                     | Рахунок              |
| ---- | -------- | -------------------------------- | -------- | -------------- | --------------------------------------------- | -------------------- |
| 1.   | Лип 2003 | Грузія F2, Тбілісі               | Ґрунт    | Душан Кароль   | Владімір Какулія Гурам Костава                | 6–3, 6–3             |
| 2.   | Лис 2005 | Ізраїль F1, Ашкелон              | Тверде   | Міхал Навратіл | Робін Гаасе Ігор Сейслінґ                     | 7–6(2), 3–6, 6–2     |
| 3.   | Тра 2006 | Чехія F1, Мост                   | Ґрунт    | Лукаш Росол    | Даніель Брандс Юган Брунстрем                 | 6–2, 5–7, 7–6(5)     |
| 4.   | Сер 2006 | Швейцарія F4, Крісьє             | Ґрунт    | Мартін Вацек   | Арно Аньєль Томас Костро                      | 6–3, 6–3             |
| 5.   | Тра 2007 | Чехія F1, Теплиці                | Ґрунт    | Карел Тршиска  | Мартін Сланар Ігор Зеленай                    | 6–4, 6–4             |
| 6.   | Лис 2007 | Венесуела F9, Маргарита (острів) | Ґрунт    | Міхал Конечний | Вільям Кампос Хуліо Сесар Кампосано           | 6–0, 6–4             |
| 7.   | Лис 2007 | Венесуела F10, Баркісімето       | Ґрунт    | Міхал Конечний | Марк Ораду Іван Ендара                        | 6–4, 6–2             |
| 8.   | Чер 2008 | Марокко F3, Агадір               | Ґрунт    | Міхал Навратіл | Мотаз Абу Ель-Хаїр Жульєн Матьє               | 6–1, 7–6(2)          |
| 9.   | Сер 2008 | Німеччина F15, Унтерферінг       | Ґрунт    | Давід Клір     | Марко Кіршнер Тобіас Зімон                    | 6–4, 6–3             |
| 10.  | Сер 2008 | Німеччина F17, Юберлінген        | Ґрунт    | Ян Субота      | Адріан Сікора Філіп Земан                     | 6–3, 5–7, [10–5]     |
| 11.  | Бер 2009 | Швейцарія F1, Грайфензее         | Килим    | Міхал Табара   | Дастін Браун Александер Садецкі               | 6–7(6), 7–5, [12–10] |
| 12.  | Тра 2009 | Чехія F2, Мост                   | Ґрунт    | Міхал Табара   | Ладіслав Храмоста Юго Паукку                  | 6–4, 4–6, [11–9]     |
| 13.  | Кві 2011 | Бразилія F9, Санта-Марія         | Ґрунт    | Стівен Діес    | Даніель Алехандро Лопес Мартін Ріос-Бенітес   | 7–6(5), 6–3          |
| 14.  | Кві 2011 | Бразилія F11, Аракажу            | Ґрунт    | Стівен Діес    | Маурісіо Дорія-Медіна Даніель Алехандро Лопес | 6–1, 7–6(0)          |
| 15.  | Тра 2011 | Чехія F3, Яблонець-над-Нисою     | Ґрунт    | Міхал Шмід     | Міхал Пазіцький Адріан Сікора                 | 6–3, 6–2             |
| 16.  | Жов 2011 | США F29, Найсвілл                | Ґрунт    | Бассам Бейдас  | Гаррісон Адамс Шейн Вінсант                   | 6–4, 6–0             |